# Georgia ai Giochi della XXXII Olimpiade
La Georgia ha partecipato ai Giochi della XXXII Olimpiade, che si sono svolti a Tokyo, Giappone, dal 23 luglio all'8 agosto 2021 (inizialmente previsti dal 24 luglio al 9 agosto 2020 ma posticipati per la pandemia di COVID-19) con trentacinque atleti, ventinove uomini e sei donne.
Si è trattato della settima partecipazione di questo paese ai Giochi estivi.

## Medaglie
| Riepilogo quotidiano | Riepilogo quotidiano | Riepilogo quotidiano | Riepilogo quotidiano | Riepilogo quotidiano | Riepilogo quotidiano |
| -------------------- | -------------------- | -------------------- | -------------------- | -------------------- | -------------------- |
| Giorno               | Data                 |                      |                      |                      | Totale               |
| 2º                   | 25 luglio            | 0                    | 1                    | 0                    | 1                    |
| 3º                   | 26 luglio            | 0                    | 1                    | 0                    | 1                    |
| 5º                   | 28 luglio            | 1                    | 0                    | 0                    | 1                    |
| 7º                   | 30 luglio            | 0                    | 1                    | 0                    | 1                    |
| 8º                   | 31 luglio            | 0                    | 0                    | 1                    | 1                    |
| 10º                  | 2 agosto             | 0                    | 1                    | 0                    | 1                    |
| 12º                  | 4 agosto             | 1                    | 0                    | 0                    | 1                    |
| 14º                  | 6 agosto             | 0                    | 1                    | 0                    | 1                    |
| Totale               | Totale               | 2                    | 5                    | 1                    | 8                    |

### Medagliere per disciplina
| Sport             | Oro | Argento | Bronzo | Totale |
| ----------------- | --- | ------- | ------ | ------ |
| Judo              | 1   | 3       | 0      | 4      |
| Sollevamento pesi | 1   | 0       | 1      | 2      |
| Lotta             | 0   | 2       | 0      | 2      |
| Totale            | 2   | 5       | 1      | 8      |

### Medaglie d'oro
| Medaglia | Nome              | Sport             | Evento           |
| -------- | ----------------- | ----------------- | ---------------- |
| Oro      | Lasha Bekauri     | Judo              | 90 kg maschile   |
| Oro      | Lasha T'alakhadze | Sollevamento pesi | +109 kg maschile |

### Medaglie d'argento
| Medaglia | Nome                  | Sport | Evento                       |
| -------- | --------------------- | ----- | ---------------------------- |
| Argento  | Vazha Margvelashvili  | Judo  | 66 kg maschile               |
| Argento  | Lasha Shavdatuashvili | Judo  | 73 kg maschile               |
| Argento  | Guram Tushishvili     | Judo  | +100 kg maschile             |
| Argento  | Iakob Kajaia          | Lotta | Greco-romana 130 kg maschile |
| Argento  | Geno P'et'riashvili   | Lotta | Libera 125 kg maschile       |

### Medaglie di bronzo
| Medaglia | Nome           | Sport             | Evento         |
| -------- | -------------- | ----------------- | -------------- |
| Bronzo   | Anton Pliesnoi | Sollevamento pesi | 96 kg maschile |

## Delegazione
| Sport             | Uomini | Donne | Totale |
| ----------------- | ------ | ----- | ------ |
| Atletica leggera  | 4      | 1     | 5      |
| Ginnastica        | 0      | 1     | 1      |
| Judo              | 7      | 2     | 9      |
| Karate            | 1      | 0     | 1      |
| Lotta             | 7      | 0     | 7      |
| Nuoto             | 1      | 1     | 2      |
| Pugilato          | 3      | 0     | 3      |
| Scherma           | 1      | 0     | 1      |
| Sollevamento pesi | 4      | 0     | 4      |
| Tennis            | 1      | 0     | 1      |
| Tiro              | 0      | 1     | 1      |
| Totale            | 29     | 6     | 35     |

## Atletica leggera
| Q | Qualificato al turno successivo per la posizione in qualificazione                                                           |
| q | Qualificato per il turno successivo per ripescaggio o, negli eventi su campo, conquistando la misura minima per qualificarsi |

Maschile
Eventi su campo
| Atleta           | Evento         | Qualifica | Qualifica | Finale          | Finale          |
| Atleta           | Evento         | Misura    | Posizione | Misura          | Posizione       |
| ---------------- | -------------- | --------- | --------- | --------------- | --------------- |
| Lasha Gulelauri  | Salto triplo   | nm        | nm        | Non qualificato | Non qualificato |
| Bachana Khorava  | Salto in lungo | 7,41      | 28º       | Non qualificato | Non qualificato |
| Benik Abrahamyan | Getto del peso | dns       | dns       | Non qualificato | Non qualificato |
| Giorgi Mujaridze | Getto del peso | 19,76     | 27º       | Non qualificato | Non qualificato |

Femminile
Eventi su campo
| Atleta               | Evento         | Qualifica | Qualifica | Finale          | Finale          |
| Atleta               | Evento         | Misura    | Posizione | Misura          | Posizione       |
| -------------------- | -------------- | --------- | --------- | --------------- | --------------- |
| Sofiko Shatirishvili | Getto del peso | 15,31     | 30ª       | Non qualificata | Non qualificata |

## Ginnastica

### Ginnastica ritmica
| Atleta         | Evento               | Qualificazione | Qualificazione | Qualificazione | Qualificazione | Qualificazione | Qualificazione | Finale          | Finale          | Finale          | Finale          | Finale          | Finale          |
| Atleta         | Evento               | Attrezzo       | Attrezzo       | Attrezzo       | Attrezzo       | Totale         | Pos.           | Attrezzo        | Attrezzo        | Attrezzo        | Attrezzo        | Totale          | Pos.            |
| Atleta         | Evento               | Cerchio        | Palla          | Clavi          | Nastro         | Totale         | Pos.           | Cerchio         | Palla           | Clavi           | Nastro          | Totale          | Pos.            |
| -------------- | -------------------- | -------------- | -------------- | -------------- | -------------- | -------------- | -------------- | --------------- | --------------- | --------------- | --------------- | --------------- | --------------- |
| Salome Pazhava | Concorso individuale | 23,550         | 21,950         | 23,500         | 20,650         | 89,650         | 17ª            | Non qualificata | Non qualificata | Non qualificata | Non qualificata | Non qualificata | Non qualificata |

## Judo
Maschile
| Atleta                | Evento  | Preliminari          | 16-esimi             | Ottavi               | Quarti               | Semifinali           | Ripescaggio          | Finale / FB                     | Pos. |
| Atleta                | Evento  | Avversario Punteggio | Avversario Punteggio | Avversario Punteggio | Avversario Punteggio | Avversario Punteggio | Avversario Punteggio | Avversario Punteggio            | Pos. |
| --------------------- | ------- | -------------------- | -------------------- | -------------------- | -------------------- | -------------------- | -------------------- | ------------------------------- | ---- |
| Lukhum Chkhvimiani    | 60 kg   | N.D.                 | Bye                  | Huseynov V 10–00     | Takato P 00–10       | Non qualificato      | Kim W-j P 00–10      | Non qualificato                 | 7º   |
| Vazha Margvelashvili  | 66 kg   | N.D.                 | Bye                  | Shamilov V 01–00     | Shmailov V 10–00     | An B-u V 01–00       | Bye                  | Abe P 00–01                     |      |
| Lasha Shavdatuashvili | 73 kg   | Bye                  | Chaine V 01–00       | Houssein V 01–00     | Margelidon V' 10–00  | An C-r V 10–00       | Bye                  | Ono P 00–01                     |      |
| T'at'o Grigalashvili  | 81 kg   | Bye                  | Murodov V 11–00      | Lee S-h V 10–00      | Mollaei V 01–10      | Non qualificato      | Boltaboev V 01–00    | Finale 3º posto Casse P 00–10   | 5º   |
| Lasha Bekauri         | 90 kg   | Bye                  | Kuczera V 10–00      | Kochman V 10–01      | Bobonov V 10–00      | Igolnikov V 01–00    | Bye                  | Trippel V 01–00                 |      |
| Varlam Lip'art'eliani | 100 kg  | N.D.                 | Bye                  | Darwish V 10–00      | El Nahas V 10–00     | Wolf P 00–01         | Bye                  | Finale 3º posto Ilyasov P 00–01 | 5º   |
| Guram Tushishvili     | +100 kg | N.D.                 | Bye                  | Rakhimov W 10–00     | Silva V 10–00        | Bashaev V 11–01      | Bye                  | Krpálek P 00–10                 |      |

Femminile
| Atleta                    | Evento | 16-esimi             | Ottavi               | Quarti               | Semifinali           | Ripescaggio          | Finale / FB                     | Pos.            |
| Atleta                    | Evento | Avversario Punteggio | Avversario Punteggio | Avversario Punteggio | Avversario Punteggio | Avversario Punteggio | Avversario Punteggio            | Pos.            |
| ------------------------- | ------ | -------------------- | -------------------- | -------------------- | -------------------- | -------------------- | ------------------------------- | --------------- |
| Tetiana Levytska-Shukvani | 52 kg  | Anestor V 10–00      | Buchard P 00–11      | Non qualificata      | Non qualificata      | Non qualificata      | Non qualificata                 | Non qualificata |
| Eteri Lip'art'eliani      | 57 kg  | Mucungui V 10–00     | Stoll V' 10–00       | Cysique P 01–10      | Non qualificata      | Kowalczyk V 01–00    | Finale 3º posto Yoshida P 00–10 | 5ª              |

## Karate
Kumite
| Atleta         | Evento          | Girone               | Girone               | Girone               | Girone               | Girone | Semifinali           | Finale               | Pos. |
| Atleta         | Evento          | Avversario Punteggio | Avversario Punteggio | Avversario Punteggio | Avversario Punteggio | Pos.   | Avversario Punteggio | Avversario Punteggio | Pos. |
| -------------- | --------------- | -------------------- | -------------------- | -------------------- | -------------------- | ------ | -------------------- | -------------------- | ---- |
| Gogita Arkania | +75 kg maschile | Araga P 2–3          | Aktaş P 1–3          | Horne V 3–4K         | Yuldashev V 3–1      | 3º     | Non qualificato      | Non qualificato      | 5º   |

## Lotta

### Libera
| Atleta              | Evento | Ottavi                 | Quarti               | Semifinali           | Ripescaggio          | Finale / FB          | Pos. |
| Atleta              | Evento | Avversario Risultato   | Avversario Risultato | Avversario Risultato | Avversario Risultato | Avversario Risultato | Pos. |
| ------------------- | ------ | ---------------------- | -------------------- | -------------------- | -------------------- | -------------------- | ---- |
| Avtandil Kentchadze | 74 kg  | Chamizo P 1–3 PP       | Non qualificato      | Non qualificato      | Non qualificato      | Non qualificato      | 12º  |
| Elizbar Odikadze    | 97 kg  | Mohammadian V 3–1 PP   | Sadulaev P 0–4 ST    | Non qualificato      | Sharifov P 1–3 PP    | Non qualificato      | 8º   |
| Geno P'et'riashvili | 125 kg | Abdelmottaleb V 4–0 ST | Deng V 3–1 PP        | Zare V 3–1 PP        | Bye                  | Steveson P 1–3 PP    |      |

### Greco-Romana
| Atleta        | Evento | Ottavi               | Quarti               | Semifinali           | Ripescaggio          | Finale               | Pos. |
| Atleta        | Evento | Avversario Risultato | Avversario Risultato | Avversario Risultato | Avversario Risultato | Avversario Risultato | Pos. |
| ------------- | ------ | -------------------- | -------------------- | -------------------- | -------------------- | -------------------- | ---- |
| Ramaz Zoidze  | 67 kg  | Borrero V 3–1 PP     | Al-Obaidi V 4–0 ST   | Geraei P 1–3 PP      | Bye                  | Stäbler P 1–3 PP     | 5º   |
| Lasha Gobadze | 87 kg  | Assakalov P 1–3 PP   | Non qualificato      | Non qualificato      | Non qualificato      | Non qualificato      | 11º  |
| Giorgi Melia  | 97 kg  | Evloev P 1–3 PP      | Non qualificato      | Non qualificato      | Szőke P 1–3 PP       | Non qualificato      | 9º   |
| Iakob Kajaia  | 130 kg | Kuosmanen V 5–0 VT   | Semenov V 3–1 PP     | Acosta V 3–1 PP      | Bye                  | López P 0–3 PO       |      |

## Nuoto
Maschile
| Atleta            | Gara               | Batterie | Batterie | Semifinali | Semifinali | Finale          | Finale          |
| Atleta            | Gara               | Tempo    | Pos.     | Tempo      | Pos.       | Tempo           | Pos.            |
| ----------------- | ------------------ | -------- | -------- | ---------- | ---------- | --------------- | --------------- |
| Irakli Revishvili | 400 m stile libero | 3'57"49  | 32º      | N.D.       | N.D.       | Non qualificato | Non qualificato |

Femminile
| Atleta         | Gara               | Batterie | Batterie | Semifinali      | Semifinali      | Finale          | Finale          |
| Atleta         | Gara               | Tempo    | Pos.     | Tempo           | Pos.            | Tempo           | Pos.            |
| -------------- | ------------------ | -------- | -------- | --------------- | --------------- | --------------- | --------------- |
| Mariam Imnadze | 100 m stile libero | DNS      | DNS      | Non qualificata | Non qualificata | Non qualificata | Non qualificata |

## Pugilato
Maschile
| Atleta              | Evento               | Sedicesimi           | Ottavi di finale     | Quarti di finale     | Semifinali           | Finale               | Pos.            |
| Atleta              | Evento               | Avversaria Risultato | Avversaria Risultato | Avversaria Risultato | Avversaria Risultato | Avversaria Risultato | Pos.            |
| ------------------- | -------------------- | -------------------- | -------------------- | -------------------- | -------------------- | -------------------- | --------------- |
| Sakhil Alakhverdovi | Pesi mosca (-52 kg)  | Hu Jg P 0–5          | Non qualificato      | Non qualificato      | Non qualificato      | Non qualificato      | Non qualificato |
| Eskerkhan Madiev    | Pesi welter (-69 kg) | Sotomayor V RSC-I    | Bwogi V 3–1          | Zamkovoy P 0–5       | Non qualificato      | Non qualificato      | Non qualificato |
| Giorgi Kharabadze   | Pesi medi (-75 kg)   | Kakhramonov V 0–5    | Non qualificato      | Non qualificato      | Non qualificato      | Non qualificato      | Non qualificato |

## Scherma
Maschile
| Atleta         | Evento               | Trentaduesimi        | Sedicesimi           | Ottavi di finale     | Quarti di finale     | Semifinali           | Finale               | Pos. |
| Atleta         | Evento               | Avversario Risultato | Avversario Risultato | Avversario Risultato | Avversario Risultato | Avversario Risultato | Avversario Risultato | Pos. |
| -------------- | -------------------- | -------------------- | -------------------- | -------------------- | -------------------- | -------------------- | -------------------- | ---- |
| Sandro Bazadze | Sciabola individuale | Bye                  | Samer V 15–10        | El-Sissy V 15–12     | Oh S-u V 15–13       | Szilágyi P 13–15     | Kim J-h P 11–15      | 4º   |

## Sollevamento pesi
Maschile
| Atleta            | Evento  | Strappo   | Strappo    | Slancio   | Slancio    | Totale | Classifica |
| Atleta            | Evento  | Risultato | Classifica | Risultato | Classifica | Totale | Classifica |
| ----------------- | ------- | --------- | ---------- | --------- | ---------- | ------ | ---------- |
| Shota Mishvelidze | -61 kg  | 130       | 5º         | 155       | 7º         | 285    | 7º         |
| Goga Chkheidze    | -67 kg  | 133       | 12º        | 169       | 8º         | 302    | 8º         |
| Anton Pliesnoi    | -96 kg  | 177       | 2º         | 210       | 2º         | 387    |            |
| Lasha T'alakhadze | +109 kg | 223       | 1º         | 265       | 1º         | 488    |            |

## Tennis
Maschile
| Atleta              | Evento  | 32-esimi             | 16-esimi               | Ottavi                 | Quarti               | Semifinali           | Finale               | Pos.            |
| Atleta              | Evento  | Avversario Punteggio | Avversario Punteggio   | Avversario Punteggio   | Avversario Punteggio | Avversario Punteggio | Avversario Punteggio | Pos.            |
| ------------------- | ------- | -------------------- | ---------------------- | ---------------------- | -------------------- | -------------------- | -------------------- | --------------- |
| Nikoloz Basilašvili | Singolo | Carballés V 6–3, 6–2 | Sonego V 6–4, 3–6, 6–4 | Zverev P 4–6, 6–7(5–7) | Non qualificato      | Non qualificato      | Non qualificato      | Non qualificato |

## Tiro a segno/volo
Femminile
| Atleta          | Evento                     | Qualificazione | Qualificazione | Finale          | Finale          |
| Atleta          | Evento                     | Punteggio      | Classifica     | Punteggio       | Classifica      |
| --------------- | -------------------------- | -------------- | -------------- | --------------- | --------------- |
| Nino Salukvadze | Pistola 10m aria compressa | 567            | 31ª            | Non qualificata | Non qualificata |
| Nino Salukvadze | Pistola 25m                | 578            | 25ª            | Non qualificata | Non qualificata |